# Ophiogomphus cecilia
Ophiogomphus cecilia е вид водно конче от семейство Gomphidae. Видът не е застрашен от изчезване.

## Разпространение
Разпространен е в Австрия, Беларус, Белгия, Естония, Казахстан, Латвия, Литва, Люксембург, Молдова, Нидерландия, Полша, Румъния, Русия (Европейска част на Русия и Западен Сибир), Словакия, Словения, Сърбия, Украйна, Финландия, Франция, Хърватия, Черна гора, Швейцария и Швеция.

## Описание
Популацията на вида е стабилна.